# Abbotts Ann
Abbotts Ann är en ort och civil parish i Storbritannien.   Den ligger i grevskapet Hampshire och riksdelen England, i den södra delen av landet, 100 km väster om huvudstaden London. Abbotts Ann ligger 64 meter över havet och antalet invånare är 2 112.
Terrängen runt Abbotts Ann är huvudsakligen platt. Abbotts Ann ligger nere i en dal. Runt Abbotts Ann är det ganska tätbefolkat, med 179 invånare per kvadratkilometer. Närmaste större samhälle är Andover, 3,6 km nordost om Abbotts Ann. Trakten runt Abbotts Ann består till största delen av jordbruksmark.